# Mot väggen
Mot väggen (tyska: Gegen die Wand) är en tysk-turkisk dramafilm från 2004 i regi av Fatih Akın.

## Utmärkelser
Filmen vann Tyska filmpriset för bästa film och  Guldbjörnen för bästa film vid filmfestivalen i Berlin 2004.

## Rollista i urval
- Birol Ünel - Cahit Tomruk
- Sibel Kekilli - Sibel Güner
- Catrin Striebeck - Maren
- Güven Kıraç - Seref
- Stefan Gebelhoff - Nico
- Meltem Cumbul - Selma
- Hermann Lause - dr Schiller
- Demir Gökgöl - Yunus Güner